# Richard Heinrich Stein
Richard Heinrich Stein (geboren 28. Februar 1882 in Halle (Saale); gestorben 11. August 1942 in Santa Brígida (Gran Canaria), Spanien) war ein deutscher Komponist.

## Leben

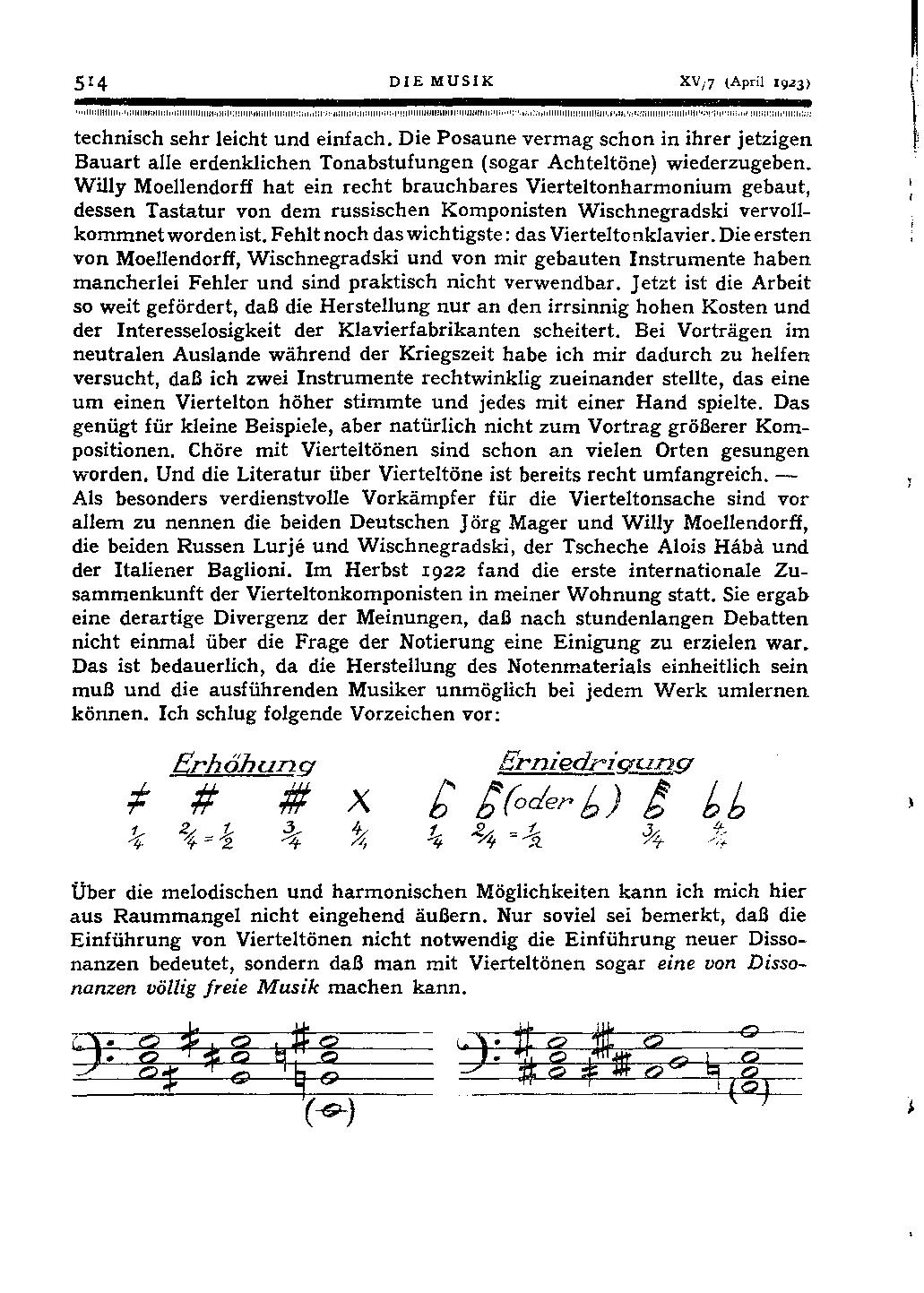
Vierteltonmusik (1923)

Richard Heinrich Stein war ein Sohn des Geheimen Bergrats Richard Stein und der Henriette Kreuz. Er studierte zunächst Jura an der Universität Berlin und bei Engelbert Humperdinck Musik an der Königlichen Akademie der Künste. Er wurde 1911 an der Universität Erlangen mit einer Dissertation Die psychologischen Grundlagen der Wundt'schen Ethik über Wilhelm Wundt promoviert.
Stein arbeitete zunächst als Musikkritiker in Berlin und lebte während des Ersten Weltkriegs in Spanien. Nach seiner Rückkehr leitete eine eigene Musikschule und wirkte 1923 als musikalischer Direktor beim Urania-Theater und 1924 beim Berliner Rundfunk. In der Zeit danach arbeitete er als Musikpädagoge für Klavier und Komposition. Nach der Machtübergabe an die Nationalsozialisten 1933 emigrierte er nach Spanien auf die Kanarischen Inseln.
Stein komponierte 100 Klavierstücke und 50 Lieder. Er experimentierte mit der Viertelton-Musik und konstruierte ein Klavier und eine Klarinette hierfür. 1909 veröffentlichte er dazu eine Broschüre. Sein opus 26 Zwei Konzertstücke für Violoncello und Klavier gilt als die erste gedruckte Vierteltonkomposition.

## Schriften (Auswahl)

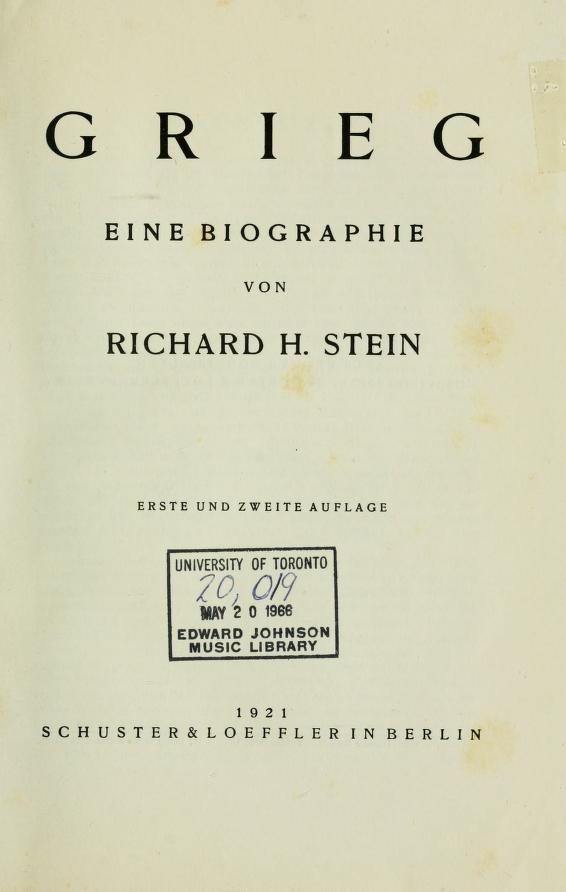
Grieg (1921)

- Die psychologischen Grundlagen der Wundt'schen Ethik. Hochschulschrift, R. Noske, Borna-Leipzig, 1911
- Grieg : Eine Biographie. Berlin : Schuster & Loeffler, 1921
- Vierteltonmusik, in: Die Musik, 15 (1923), S. 510–516
- Tschaikowskij. Stuttgart : Deutsche Verlags-Anstalt, 1927

## Kompositionen (Auswahl)
- Aus meinem Leben : 12 kl. Tongedichte : op. 3. Für Pianoforte zu 2 Hdn. Ebner, Stuttgart 1902
- Sechs leichte Klavierstücke für Pianoforte zu zwei Händen op. 30 ; in einem Heft. Süddeutscher Musikverlag, Strassburg, 1908
- Zwei Konzertstücke für Violoncello und Klavier. Op. 26. Leipzig: Mitteldeutscher Musikverlag, 1909